# Свифтербант

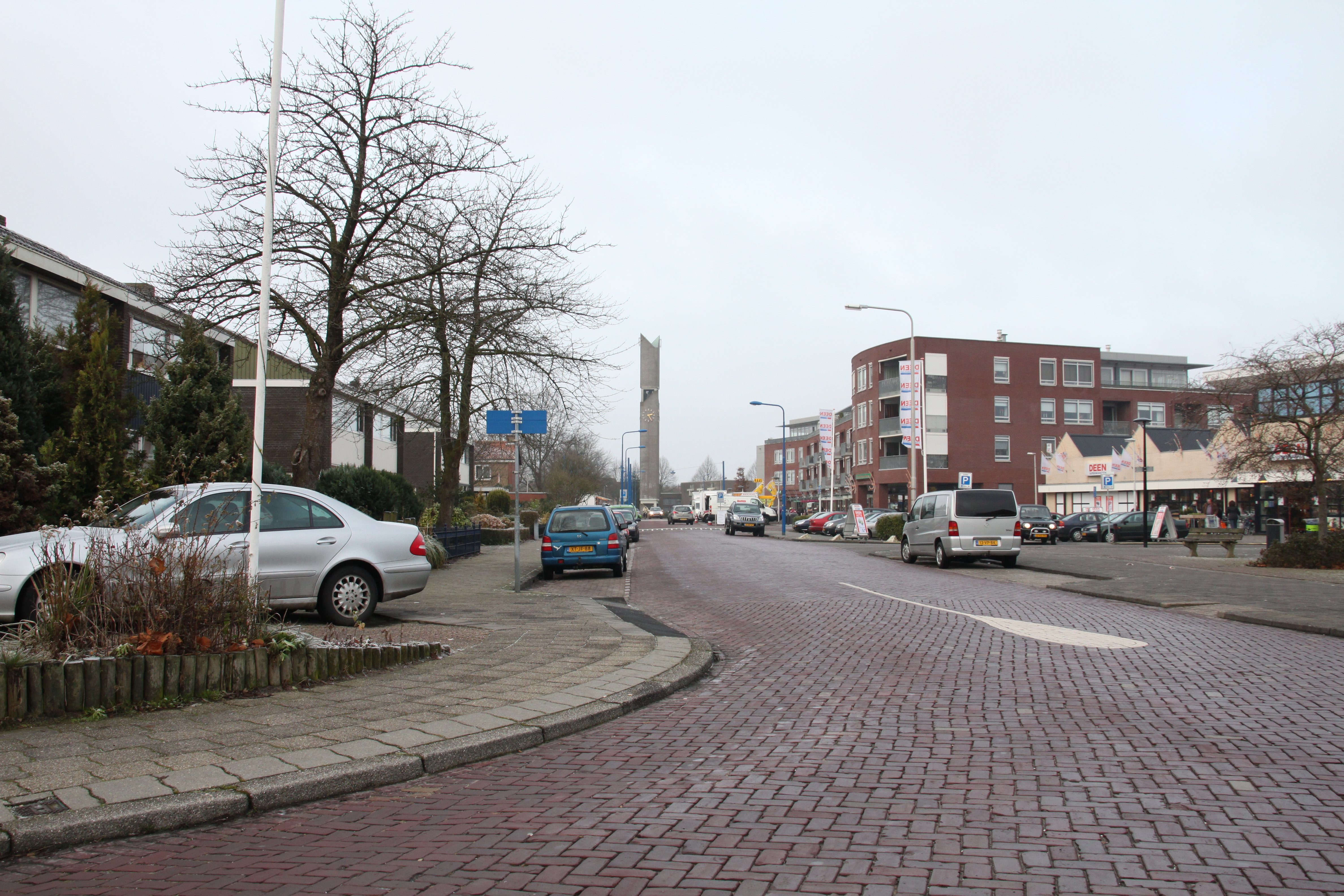
Центр посёлка

Свифтерба́нт (нидерл. Swifterbant, МФА: [ˌsʋɪftərˈbɑnt]) — посёлок в муниципалитете Дронтен, в провинции Флеволанд, Нидерланды. Население — 6 553 жителя (на 1 января 2008 г.).
Планы по строительству поселка были созданы в начале 1957 г. В 1962 г. были построены первые дома. Жители заняты в земледелии, а также в сфере обслуживания городов Дронтен и Лелистад.
На территории посёлка найдено доисторическое поселение, от которого происходит название Свифтербантской культуры.